# Terreur au Texas
Pour plus de détails, voir Fiche technique et Distribution.
Terreur au Texas    (Terror in a Texas Town) est un film américain de Joseph H. Lewis sorti en 1958.

## Résumé
Dans la ville de Prairie, au Texas, Ed McNeil tente d'acheter toutes les terres avoisinantes. Tous les moyens sont bons pour faire fuir les propriétaires : il les menace et les terrorise en incendiant leurs granges. Mais les fermiers décident de rester solidaires et de ne pas céder. Le magnat engage alors Johnny Crale, un tueur professionnel, afin de les convaincre.
Sven Hansen, un ancien chasseur de baleines suédois installé dans la région depuis longtemps, est voisin avec la famille Mirada d'ascendance mexicaine. Jose Mirada apprend à Sven qu'il vient de découvrir du pétrole sur son terrain. Les deux hommes comprennent alors pourquoi McNeil tient tant à acheter leurs terres. Au même moment, Johnny Crale se présente chez Hansen. Tandis que Jose et son fils Pepe se cachent dans sa grange, Sven rencontre le tueur. Johnny le menace de son arme pour l'obliger à signer l'acte de vente de son terrain, mais le suédois refuse et est se fait abattre.
Johnny n'est pas au courant qu'il a commis le meurtre devant un témoin. Jose a l'intention de divulguer l'identité du coupable et l'existence du pétrole, mais sa femme le convainc de garder le silence pour ne pas risquer de mettre sa famille en danger, d'autant plus qu'elle est enceinte et attend un troisième enfant.
Quelques jours plus tard arrive en ville un inconnu. Il se présente comme étant George Hansen, le fils de Sven, lui aussi pêcheur de baleines.
George se rend au saloon de la ville. Il n'a plus vu son père depuis 19 ans et vient le rejoindre après des années passées en mer. Il demande au barman où il peut le trouver, et, assis à une table, Johnny Crale apprend à George que son père est mort il y a seulement quelques jours. Johnny lui dit qu'il a été tué mais que, faute de témoin, le coupable est inconnu. George se rend alors chez le shérif pour en apprendre davantage. Là, il se rend compte qu'aucune enquête n'a été menée. Il déclare hériter de la propriété de son père, et montre une lettre dans laquelle Sven lui lègue effectivement la maison à son décès, mais le shérif n'accepte pas la lettre pour preuve, sous prétexte qu'elle est écrite en suédois. En réalité, le shérif est de connivence avec Ed McNeil.
George loge alors à l'hôtel au-dessus du saloon. Afin d'éviter qu'il ameute les autorités, McNeil décide de ne pas le contrarier et de lui offrir de racheter le terrain de son père. Mais le jeune marin refuse la proposition. Au fil du temps, il se rend bien compte qu'il se cache quelque chose de louche derrière le fait que McNeil cherche à s'approprier toutes les terres, qui ne sont, à priori, pas si intéressantes que cela.
George se lie à son tour d'amitié avec les voisins de son père, Jose et Pepe Mirada. Ils lui donnent le harpon que Sven gardait en souvenir de son métier, et avec lequel il a tenté de se défendre le jour de sa mort. Alors que George cherche désespérément à élucider le meurtre de son père, Rosa Mirada finit par lui avouer qu'elle a obligé son mari à se taire alors qu'il a été témoin du crime. Immédiatement, George prend la décision de réunir tous les fermiers dans l'église pour leur annoncer que leurs terres sont remplies de pétrole.
Lorsque Johnny Crale apprend que Jose a décidé de témoigner contre lui, il se rend chez le père de famille et l'abat froidement de plusieurs coups de feu devant sa maison. McNeil fait comprendre à son tueur qu'il va devenir riche alors que Johnny, lui, ne récoltera rien. Ce dernier tue alors son commanditaire. Le shérif prend la fuite lorsqu'il voit que la situation tourne mal.
George se munit du harpon de son père, et, bien décidé à le venger, marche d'un pas déterminé vers l'hôtel où se trouve Johnny. Il est supporté par les paysans qui, alors réunis dans l'église, sortent tous se mettre à ses côtés. Johnny Crale sort du bâtiment pour disputer le duel. Alors que le bandit est confiant avec ses armes à feu, George lui lance le harpon directement dans le ventre et le tue.

## Fiche technique
- Titre : Terreur au Texas
- Titre original : Terror in a Texas Town
- Réalisateur : Joseph H. Lewis
- Scénariste : Dalton Trumbo, sous le nom de Ben L. Perry
- Musique : Gerald Fried
- Producteur : Frank N. Seltzer
- Producteur associé : Carrol Sax
- Assistant réalisateur : Richard Dixon
- Directeur de la photographie : Ray Rennahan
- Montage : Frank Sullivan et Stefan Arnsten
- Montage de la musique : George Brand
- Effets spéciaux : Carl Brandon
- Assistant monteur : James T. Heckert
- Directeur artistique : William Ferrari
- Chef décorateur : Rudy Butler
- Son : Charles Althouse et Tom Rennings
- Maquilleur : Sid Perell
- Coiffeuse : Shirley Madden
- Accessoiriste : Arnold Goode
- Producteur : Frank N. Seltzer
- Société de production : Seltzer Films
- Distribution : United Artists
- Format : Noir et blanc - 1.85:1 - 35 mm - Mono
- Pays :  États-Unis
- Langue : anglais
- Genre : Western
- Durée : 80 minutes
- Date de sortie : septembre 1958

## Distribution
- Sterling Hayden : George Hansen
- Sebastian Cabot : Ed McNeil
- Carol Kelly : Molly
- Eugene Martin : Pepe Mirada
- Ned Young : Johnny Crale
- Victor Millan : Jose Mirada
- Frank Ferguson : Deacon Matt Holmes
- Marilee Earle : Monay